# 第95独立空中強襲旅団 (ウクライナ空中機動軍)
第95独立空中強襲旅団（だい95どくりつくうちゅうきょうしゅうりょだん、ウクライナ語: 95-та окрема десантно-штурмова бригада）は、ウクライナ空中機動軍の旅団。空中機動軍司令部隷下。
第79独立空中強襲旅団と共にウクライナ軍のエリート部隊とされる。

## 概要

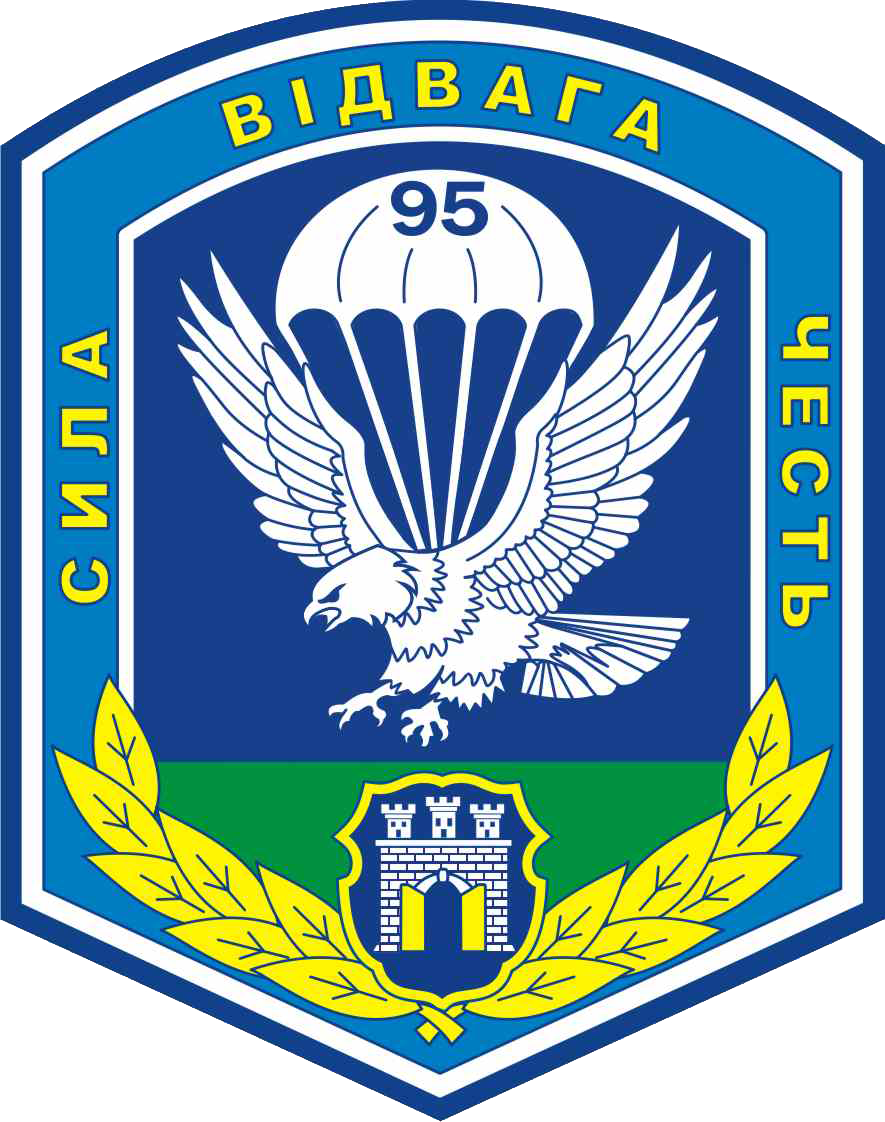
第95独立空中機動旅団

1992年12月12日、ソビエト連邦の崩壊とウクライナの独立に伴い、創設されたウクライナ陸軍の第95空挺訓練センターとして創設された。
1996年、第95空挺訓練センター隷下の第11独立空挺大隊（第1空中機動大隊に改称）、第12独立空挺大隊（第2空中機動大隊に改称）、第13独立空挺大隊（第13独立空中機動大隊に改称）を基幹に、第95独立空中機動旅団に改編した。
2000年から、国際連合平和維持活動に参加し、ユーゴスラビア、ボスニア・ヘルツェゴビナ、コソボに駐留した。
2003年8月、イラク戦争に派遣され、イラク多国籍軍としてイラクに駐留した。

### ドンバス戦争
2014年3月、ロシアのクリミア侵攻の影響に伴い、クリミア半島と接する南部ヘルソン州に配備された。
2014年5月から、ドンバス戦争に投入され、東部ドネツィク州、ルハーンシク州の前線に配置された。
2016年、新設されたウクライナ空中機動軍に編入され、戦車中隊を新編し、第95独立空中強襲旅団に改編した。
2021年10月から、第13独立空中強襲大隊が東部ドネツィク州ホルリウカに配備された。

### ロシアのウクライナ侵攻

#### 東部・ドンバス戦線
2021年11月から、ドンバス戦争で東部ドネツィク州バフムート地区ザイツェベに配備されていたため、ロシアのウクライナ侵攻はそのまま開戦した。

#### 北部・キーウ戦線
2022年2月24日から、北部キーウ州ブチャ地区に配備され、侵攻初日にロシア軍に占拠されたアントノフ国際空港を解放した。3月上旬には第14独立機械化旅団と合同でマカリウを解放した。

#### 東部・セベロドネツク戦線
2022年2月24日から、第13独立空中強襲大隊が東部ルハーンシク州セヴェロドネツィク地区ポパスナに配備されていたが、5月上旬にポパスナは陥落した。

#### 北東部・イジューム戦線
2022年4月、北東部ハルキウ州イジューム地区に配備されていたが、4月上旬にイジュームは陥落した。部隊が4月中に壊滅したと第79独立空中強襲旅団隷下の第2、第3大隊が主張した。
2022年5月上旬、第13独立空中強襲大隊が北東部ハルキウ州イジューム地区カミアンカに配備された。
2022年6月28日、ウォロディミル・ゼレンスキー大統領から、勇気と勇敢さに対する栄誉賞を授与された。
2022年9月上旬、北東部ハルキウ州イジュームで攻勢を開始し、ハルキウ州の大部分を解放した。
2022年11月17日、第13独立空中強襲大隊がウォロディミル・ゼレンスキー大統領から、勇気と勇敢さに対する栄誉賞を授与された。

#### 東部・スヴァトヴェ-クレミンナ戦線
2023年3月、東部ルハーンシク州セヴェロドネツィク地区クレミンナに配置されている。
2023年9月下旬、第1空中強襲大隊が東部ルハーンシク州スヴァトヴェに配置された。
2023年9月下旬、第2空中強襲大隊、第13独立空中強襲大隊が北東部ハルキウ州クプヤンシクに配備された。

#### 東部・アウディーイウカ戦線
2023年10月下旬、第2空中強襲大隊が東部ドネツィク州ポクロウシク地区マリンカに配備された。
2023年11月21日、ウォロディミル・ゼレンスキー大統領から、名誉称号「ポリーシャ」を授与された。
2024年8月より、クルスク州への侵攻に参加している。

## ギャラリー

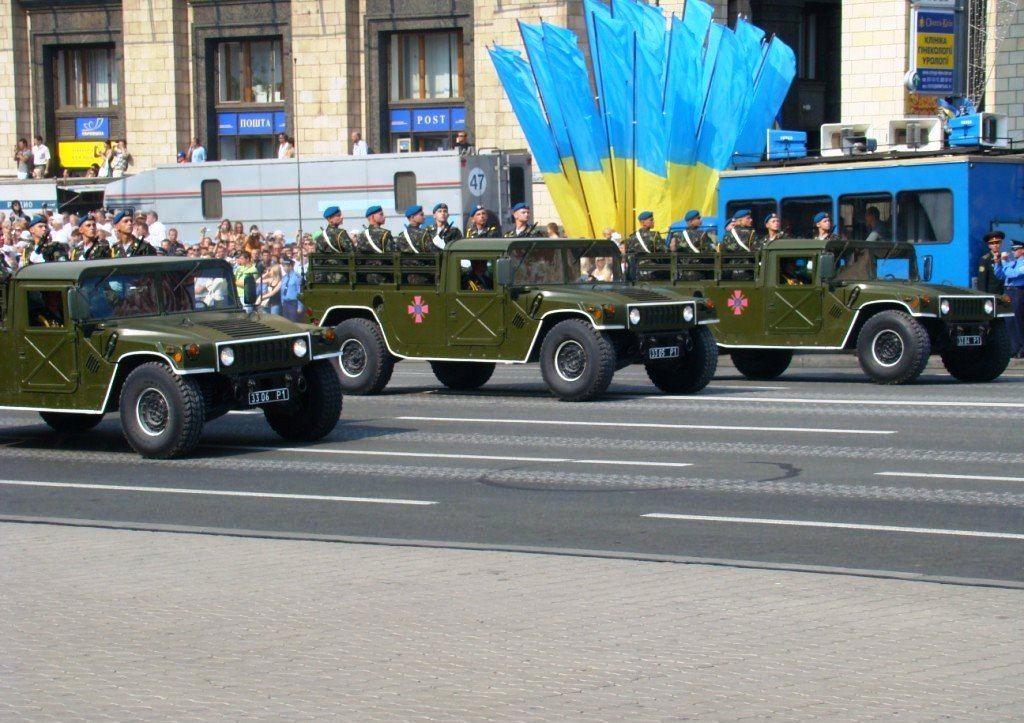
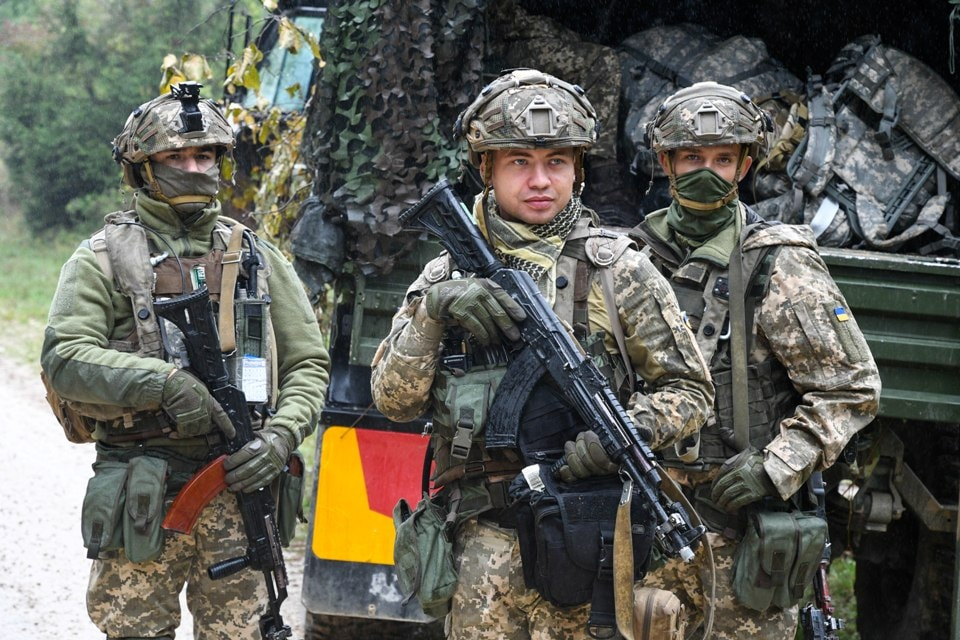
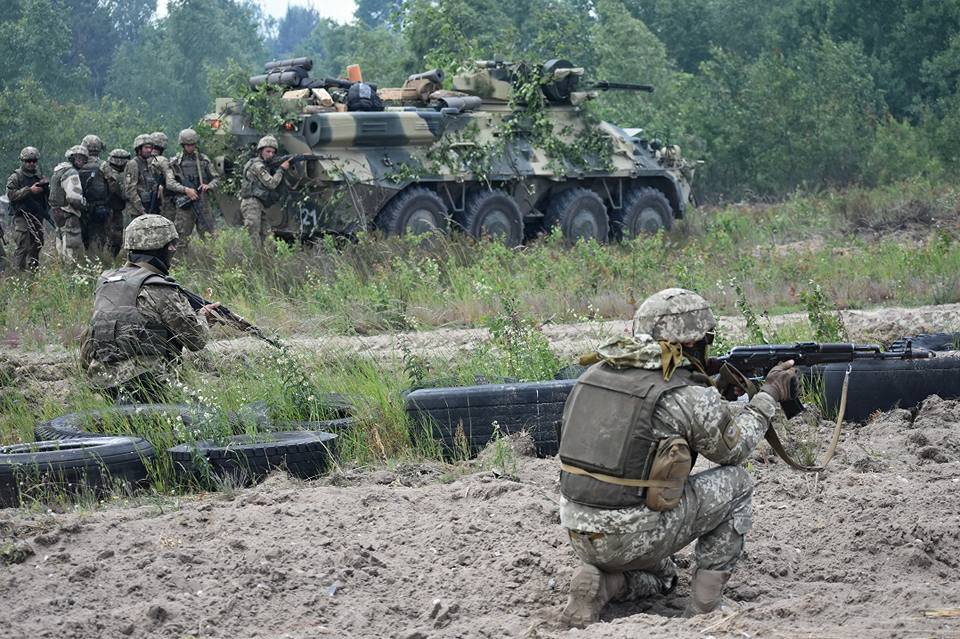
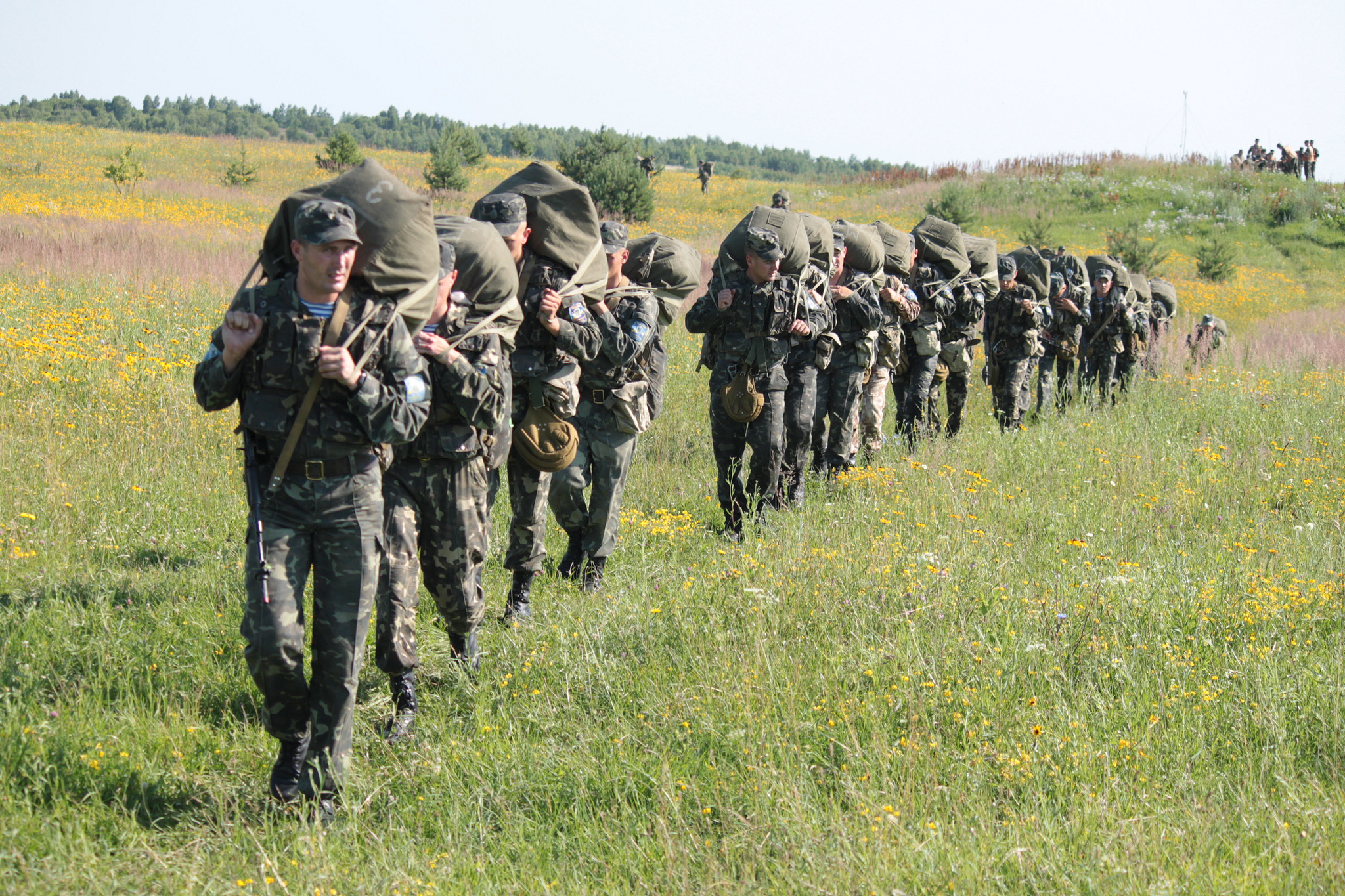
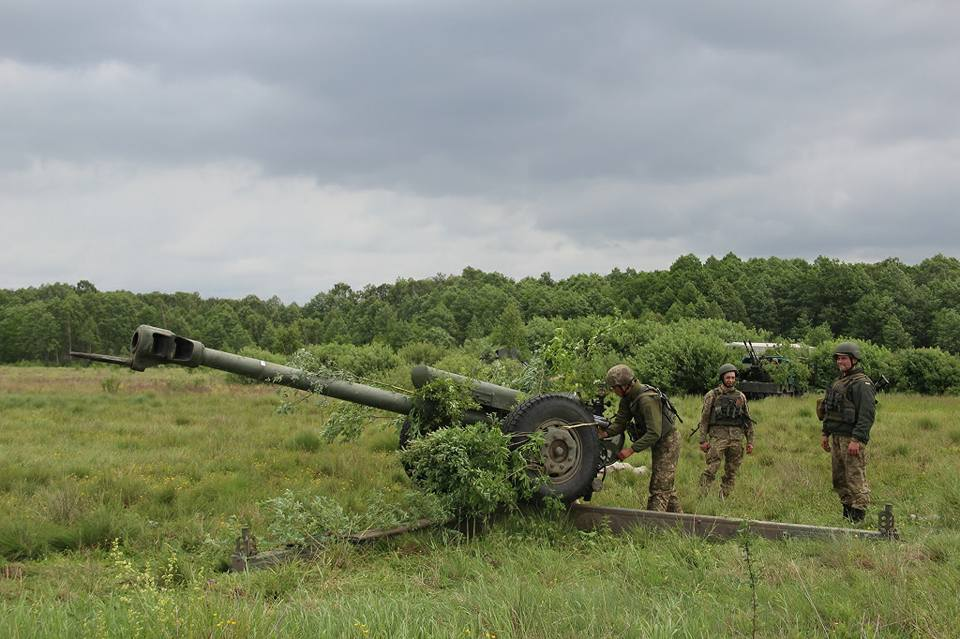
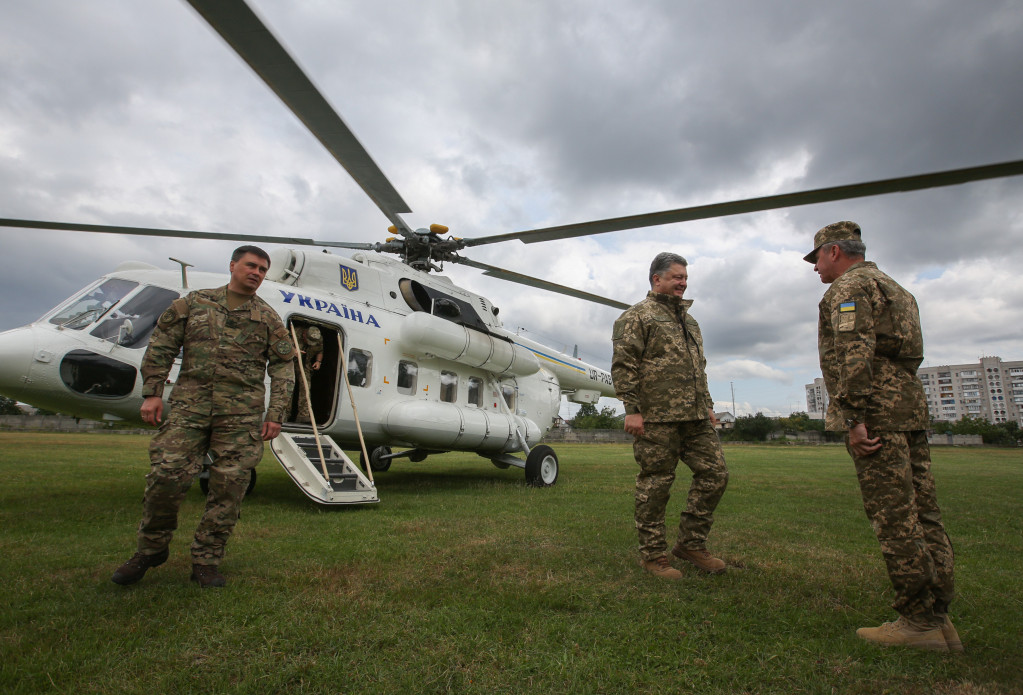
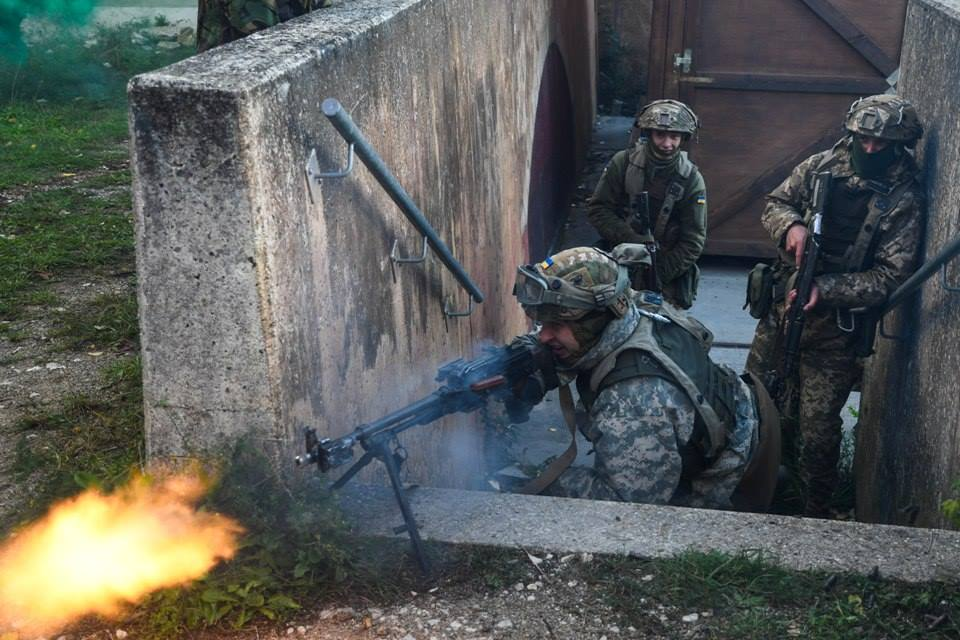
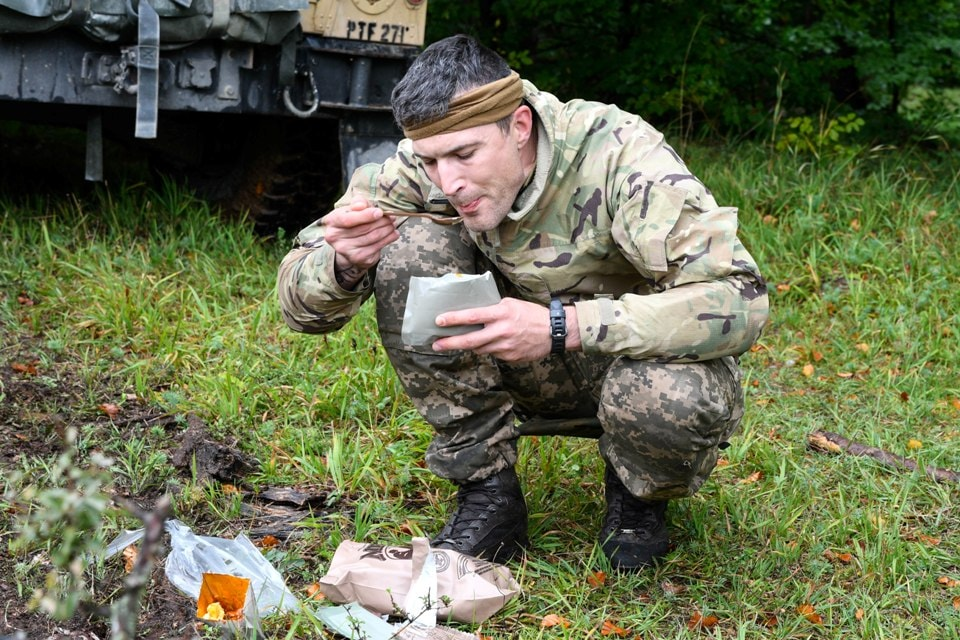

## 編制
- 旅団司令部（ジトーミル）
- 第1空中強襲大隊
- 第2空中強襲大隊
- 第13独立空中強襲大隊（ジトーミル）
- 第4空中強襲大隊
- 旅団砲兵群
  - 指揮情報中隊
  - 自走砲大隊
  - 榴弾砲大隊
  - ロケット砲大隊
- 対空ミサイル大隊
- 戦車中隊
- 偵察中隊
- 工兵中隊
- 化学防護中隊
- 着陸支援中隊
- 整備中隊
- 補給中隊
- 衛生中隊
- 通信中隊
- 狙撃小隊
- 軍楽隊

## 著名な出身者
- マキシム・ミルゴロドスキー
- オレグ・アポストル
- ミハイロ・ザブロツキー
- オクセン・リソヴィ